# Betäubungsmittelgesetz (Deutschland)
Das Betäubungsmittelgesetz (BtMG), ehemals Opiumgesetz (s. u.), ist ein deutsches Bundesgesetz, das den generellen Umgang mit Betäubungsmitteln regelt.
Welche Stoffe und Zubereitungen vom Betäubungsmittelgesetz erfasst werden, lässt sich den Anlagen I bis III des Gesetzes entnehmen (§ 1 Abs. 1 BtMG):
- Anlage I erfasst die nicht verkehrsfähigen Betäubungsmittel (Handel und Abgabe verboten, etwa LSD),
- Anlage II die verkehrsfähigen, aber nicht verschreibungsfähigen Betäubungsmittel (Handel erlaubt, Abgabe verboten, etwa Ausgangsstoffe wie Cocablätter) und
- Anlage III die verkehrsfähigen und verschreibungsfähigen Betäubungsmittel (Abgabe nach BtMVV, etwa Morphin).

Die Anlagen sind jeweils dreispaltig aufgebaut. Spalte 1 enthält die Internationalen Freinamen (INN) der Weltgesundheitsorganisation (etwa Amphetamin), Spalte 2 andere nicht geschützte Stoffbezeichnungen wie Kurzbezeichnung oder Trivialnamen (etwa Amphetamin) und Spalte 3 die chemische Stoffbezeichnung (etwa (RS)-1-Phenylpropan-2-ylazan).
Eine vollständige Übersicht über die erfassten Stoffe gibt die Liste von Betäubungsmitteln nach dem Betäubungsmittelgesetz.

## Inhalt
Das BtMG ist in acht Abschnitte gegliedert
1. Begriffsbestimmungen
2. Erlaubnis und Erlaubnisverfahren
3. Pflichten im Betäubungsmittelverkehr
4. Überwachung
5. Vorschriften für Behörden
6. Straftaten und Ordnungswidrigkeiten
7. Betäubungsmittelabhängige Straftäter
8. Übergangs- und Schlussvorschriften

## Tatbestand

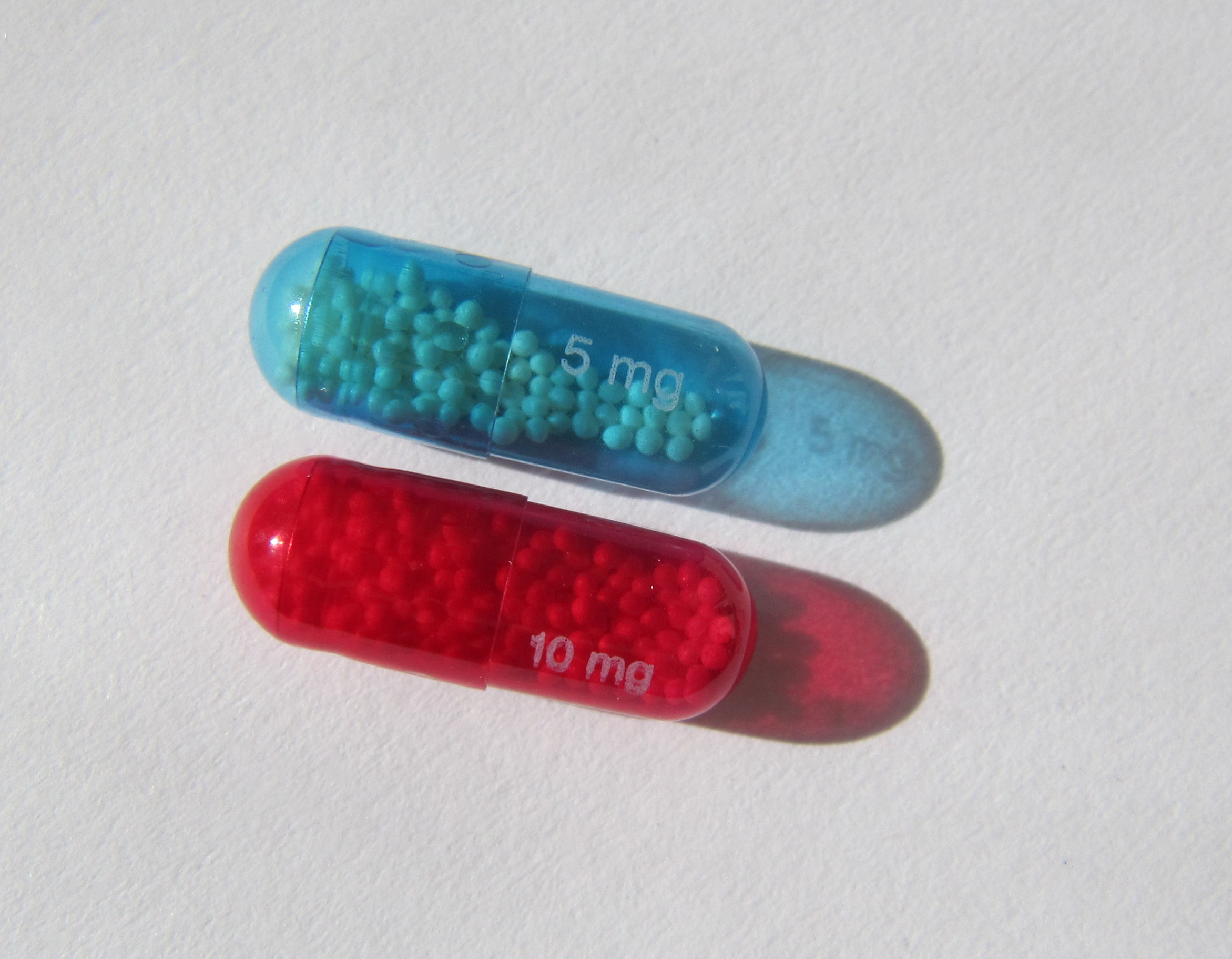
Zwei Retardkapseln Morphinsulfat (5 mg und 10 mg)

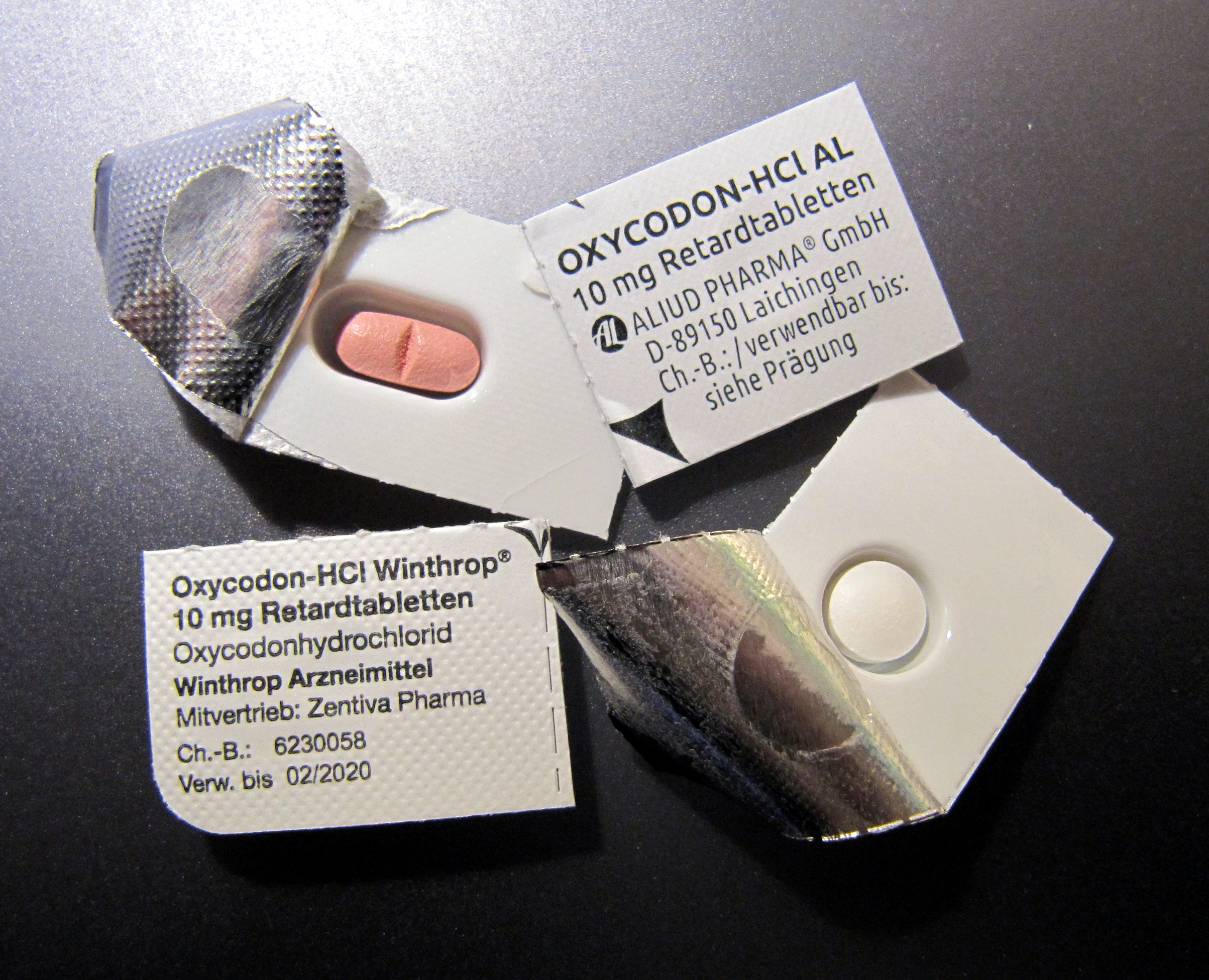
Zwei 10-mg-Tabletten Oxycodon-Hydrochlorid zweier Hersteller und Sicherheitsblister

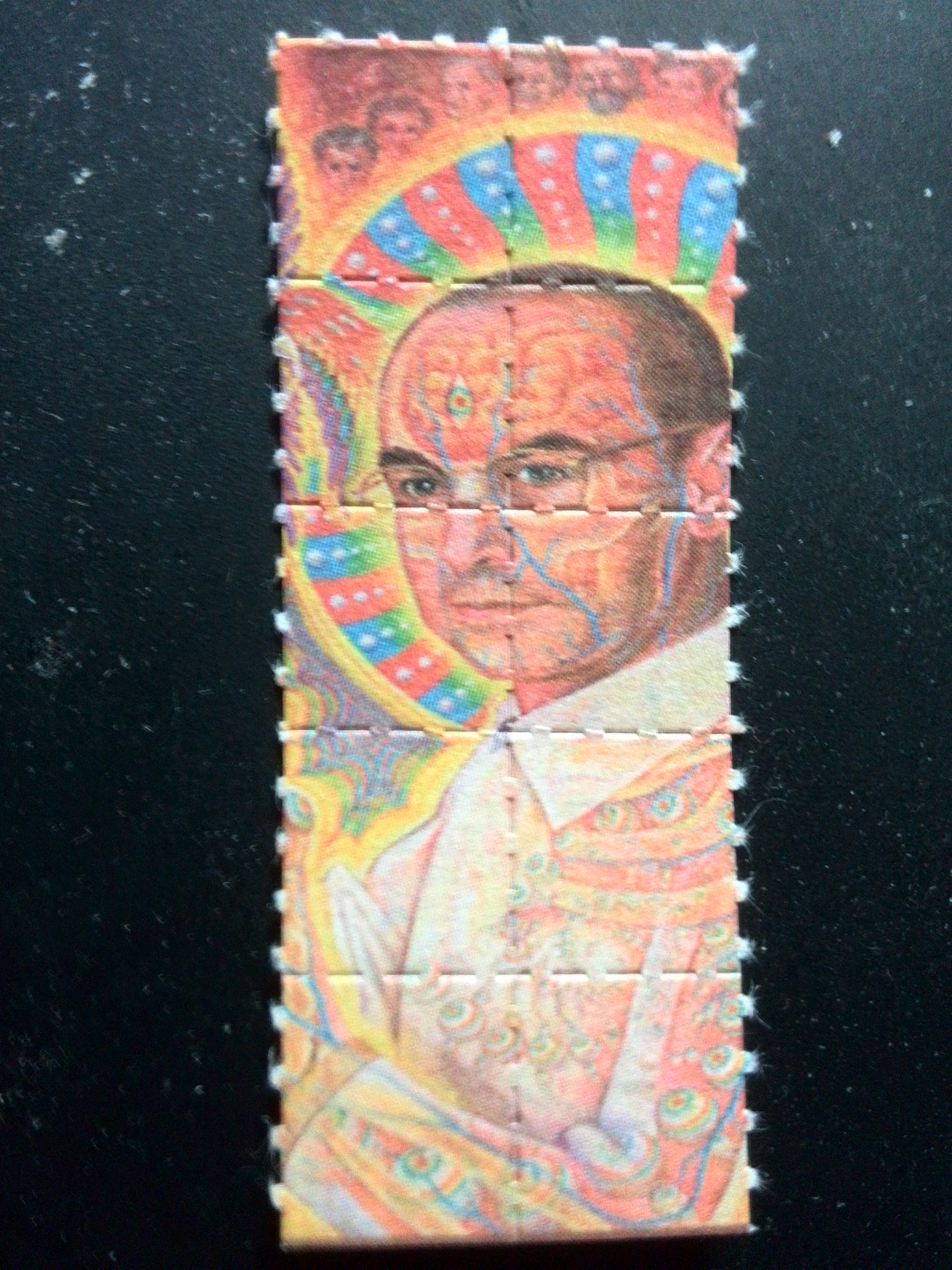
Ein Blotter als Träger für LSD

Betäubungsmittel im Sinne des BtMG und Drogen sind nicht gleichzustellen. Alkohol, Nikotin und Coffein werden vom BtMG, weil sie nicht in die Anlagen aufgenommen wurden, nicht erfasst. Sie sind daher in Deutschland legale Drogen. Aber auch andere berauschende Substanzen verschiedener Pflanzen (bspw. Stechäpfel und Engelstrompeten) sowie von Pilzen wie dem Fliegenpilz unterliegen nicht dem BtMG.
Die Vorschriften des Gesetzes regeln die Herstellung, das Inverkehrbringen, die Einfuhr und die Ausfuhr von Betäubungsmitteln nach Anlage I, II und III. Für diese Tätigkeiten bedarf es einer Erlaubnis, die das Bundesinstitut für Arzneimittel und Medizinprodukte erteilen kann (§ 3 BtMG). Ferner werden der Betrieb von Drogenkonsumräumen geregelt (§ 10a BtMG), die Vernichtung von Betäubungsmitteln und die Dokumentation des Verkehrs.
Das Betäubungsmittelgesetz ist eine Folge der durch die Ratifikation des Einheitsabkommens über die Betäubungsmittel 1961 sowie anderer ähnlicher Abkommen entstandenen Verpflichtung Deutschlands, die Verfügbarkeit mancher Drogen gemäß den Bestimmungen des Übereinkommens einzuschränken.
Der Prohibition unterliegen die Stoffe nach Anlage I (illegale Drogen), deren Besitz und Erwerb nur durch Sondererlaubnis durch das BfArM für wissenschaftliche Zwecke möglich ist oder von einer zuständigen Stelle zur Untersuchung oder Vernichtung entgegengenommen wird.
Es handelt sich bei den in den Anhängen aufgeführten Substanzen um so genannte res extra commercium, zu deutsch nicht handelbare Sachen. Werden sie in das Bundesgebiet eingeführt, so hat nur der Staat das Recht, den Besitz an diesen Substanzen durch Sicherstellung oder Beschlagnahme auszuüben.
Grundsätzlich gehört das Betäubungsmittelgesetz in die Kategorie der Verwaltungsgesetze, da Regelungsmaterie der Verkehr der Betäubungsmittel ist. Durch die häufig angewendeten Strafvorschriften in den §§ 29–30a BtMG ist es aber zugleich eines der wichtigsten Gesetze im Bereich des Nebenstrafrechts.
Für die Einfuhr und Ausfuhr der Grundstoffe zahlreicher Betäubungsmittel (insbesondere synthetischer Drogen wie Amphetamin) gilt das Grundstoffüberwachungsgesetz.

### Gesetz über den Verkehr mit Betäubungsmitteln (§29 BtMG)
Die häufigsten Verstöße gegen das Betäubungsmittelgesetz werden durch den 29 BtMG – Gesetz über den Verkehr mit Betäubungsmitteln – geahndet. Dieser Paragraf regelt den allgemeinen Umgang mit verbotenen Betäubungsmitteln. Verboten sind dabei – immer das Fehlen einer Erlaubnis vorausgesetzt – der Anbau, die Herstellung, das Handeltreiben, die Einfuhr oder Ausfuhr, die Veräußerung, die Abgabe, das Inverkehrbringen, der Erwerb, der Besitz und das unerlaubte Verschreiben, Verabreichen oder Überlassen. Bei einem Verstoß gegen den § 29 BtMG droht eine Freiheitsstrafe bis zu fünf Jahren oder Geldstrafe. In besonders schweren Fällen, wie etwa gewerbsmäßigem Drogenhandel oder bei Qualifikationen wie Abgabe an Personen unter 18 Jahren, dem Drogenhandel mit Waffen oder einer Bande kann die Freiheitsstrafe bis zu 15 Jahre dauern (29a BtMG, 30 BtMG, 30a BtMG; Höchstmaß vgl. 38 StGB). Daneben können unter Umständen Berufsverbote, die Unterbringung in einer Entziehungsanstalt oder ein Entzug der Fahrerlaubnis verhängt werden. Wichtige Faktoren bei der Strafzumessung sind die Art und Menge des oder der Betäubungsmittel, die konkrete Tathandlung sowie Lebensumstände und Vorstrafen des Beschuldigten sowie das Bundesland, in welchem der Gerichtsprozess stattfindet.

## Geschichte
Das Betäubungsmittelgesetz ist der unmittelbare Nachfolger des in der Weimarer Republik erlassenen Opiumgesetzes vom 10. Dezember 1929 (RGBl. I S. 215). Nach der Umformulierung des Kurztitels und umfangreichen inhaltlichen Änderungen durch Gesetz vom 22. Dezember 1971 (BGBl. I S. 2092) wurde am 10. Januar 1972 eine Neubekanntmachung (BGBl. I S. 1) herausgegeben. Die aktuelle Fassung des BtMG datiert auf den 28. Juli 1981 (BGBl. I S. 681); deren Wortlaut wurde zuletzt am 1. März 1994 neu bekannt gemacht (BGBl. I S. 358).

### Gefährdungspotential
Grundüberlegung zum Betäubungsmittelgesetz ist die Feststellung
- eines Suchtpotentials als sozialer Beeinträchtigung einer Person[1] in Verbindung mit
- einer nicht rückgängig zu machenden (irreversiblen) gesundheitlichen Beeinträchtigung oder Schädigung des Körpers der Person (somatischer oder psychosomatischer Schaden)[2]

durch einmaligen, mehrmaligen oder anhaltenden Genuss von Betäubungsmitteln.
Sämtliche Pharmaka, welche eine solche irreversible Schädigung erwarten lassen, sind oder werden den Beschränkungen des Betäubungsmittelgesetzes unterworfen. Damit werden auch neue Designerdrogen erfasst. Daneben gilt eine zusätzliche Gefährdung durch medizinisch nicht sachgerechte Zubereitung und Verabreichung von Betäubungsmitteln. Weiter wird durch den Genuss von Betäubungsmitteln ein Gefährdungspotential für Dritte mobilisiert, wenn der Suchtkranke sein Handeln
- am Arbeitsplatz[4]
- im Straßenverkehr[5]
- beim Führen von Fahrzeugen
- in den Elternpflichten[6]

nicht mehr selbst kontrollieren kann.

### Vom Opiumgesetz zum Betäubungsmittelgesetz
Bis zur Mitte der 1960er Jahre war die Drogenpolitik im Verhältnis zu anderen Bereichen der Politik ein äußerst kleiner und gesellschaftlich kaum beachteter Politikbereich. Wohl vor allem auf Grund der geringen Zahl der sozial auffälligen Drogenkonsumenten blieb das Opiumgesetz weithin papierenes Gesetz ohne akute Verfolgungsrealität. Entsprechend niedrig war die Zahl der auf Grund des Opiumgesetzes verurteilten Personen. Anfang der sechziger Jahre des 20. Jahrhunderts lag diese Zahl zwischen 100 und 150 pro Jahr, das heißt zwei bis drei Verurteilungen pro Woche in der ganzen Bundesrepublik Deutschland.
Ende der sechziger Jahre änderte sich der Stellenwert der Drogen- und speziell der Cannabispolitik schlagartig. Dies geschah vor dem Hintergrund der internationalen Entwicklung (internationale Abkommen) und vor allem dem in den USA wahrgenommenen „Jugend-Drogen-Problem“. In Deutschland vermittelte die Presse nach dem reißerischen Vorbild in den Vereinigten Staaten von Amerika ab Ende der sechziger Jahre den Eindruck einer gewaltigen „Haschisch- und Drogenwelle“, die das Land zu überrollen drohte. Gleichzeitig wurde in der öffentlichen Meinung das Bild eines dramatischen sozialen Problems vorgezeichnet, das zudem mit dem vermutlich wichtigsten innenpolitischen Ereignis jener Zeit in Verbindung gebracht wurde, nämlich der hauptsächlich von Studenten getragenen Protestbewegung, die sich während der großen Koalition aus CDU/CSU und SPD von 1966 bis 1969 als „Außerparlamentarische Opposition (APO)“ formiert hatte.
Auf internationaler Ebene trat die Bundesrepublik Deutschland einer Reihe von Übereinkommen im Rahmen der Vereinten Nationen (UNO) zur Drogenpolitik bei. Es handelt sich hierbei um das Einheitsabkommen über die Betäubungsmittel vom 30. März 1961 über Suchtstoffe in der Fassung des Protokolls vom 25. März 1972 zur Änderung des Einheitsabkommens über die Betäubungsmittel von 1961 (sogenannte Single-Convention) und um das Übereinkommen vom 21. Februar 1971 über psychotrope Stoffe (Konvention über psychotrope Substanzen).
Vor diesem Hintergrund hat der Gesetzgeber (Deutscher Bundestag und Bundesrat) im Dezember 1971 das Opiumgesetz vom 10. Dezember 1929, das vor allem die verwaltungsmäßige Kontrolle der medizinischen Versorgung der Bevölkerung mit Opium, Morphium und anderen Betäubungsmitteln regelte, durch ein neues „Gesetz über den Verkehr mit Betäubungsmitteln (Betäubungsmittelgesetz, BtMG)“ ersetzt. Dem neuen Gesetz vom 22. Dezember 1971, das am 10. Januar 1972 nach redaktionellen Änderungen neu bekanntgegeben wurde, liegt eine abstrakt-typologische Täterklassifizierung zugrunde, so dass nach der Vorstellung des Gesetzgebers jedem Tätertypus eine Sanktionsstufe zugeordnet werden kann, wobei die Höchststrafe von drei auf zehn Jahre heraufgesetzt wurde.
Der Gesetzgeber ermächtigte in § 1 Abs. 2 bis 6 BtMG die Bundesregierung (Exekutive), durch Rechtsverordnung weitere Stoffe den betäubungsmittelrechtlichen Vorschriften zu unterstellen. Die Tatsache, dass nicht nur der Gesetzgeber, sondern ein Verordnungsgeber der Exekutive Straftatbestände schaffen kann, die mit hohen Freiheitsstrafen (seit dem 25. Dezember 1971 bis zu zehn Jahren, seit dem 1. Januar 1982 sogar Höchststrafen bis zu 15 Jahren) geahndet werden können, hat in den vergangenen Jahren immer wieder heftige und kontroverse Debatten im Kreise der Verfassungs- und Strafjuristen ausgelöst. Die Vereinbarkeit der Strafvorschriften des Betäubungsmittelgesetzes mit dem Grundgesetz ist zudem umstritten, weil einerseits Grundrechtsbegrenzungen nur unter strikter Wahrung des Verhältnismäßigkeitsgebotes erfolgen dürfen und andererseits die strafbewehrte Drogenprohibition kaum geeignet scheint, das gesetzgeberische Ziel (Verfügbarkeit der in den Anlagen aufgeführten Stoffe zu unterbinden) zu erreichen.
Mit dem Gesetz zur Neuordnung des Betäubungsmittelrechts vom 28. Juli 1981 (BGBl. I S. 681), das am 1. Januar 1982 in Kraft trat, wurde nicht nur für die besonders schweren Fälle eine Erhöhung der Strafobergrenze von 10 auf 15 Jahre Freiheitsstrafe vorgenommen, sondern auch die Definition der Betäubungsmittel geändert. In § 1 Abs. 1 BtMG wurde der Anwendungsbereich des Gesetzes auf die in den Anlagen I bis III genannten Stoffe und Zubereitungen beschränkt. Betäubungsmittel im Sinne des Gesetzes sind nur die in den Anlagen I bis III genannten Stoffe und Zubereitungen (Positivliste). Die in den Anlagen I bis III genannten Stoffe und Zubereitungen sind Teil des Gesetzes.

### Cannabis
Am 9. März 1994 erging der so genannte Cannabis-Beschluss des Bundesverfassungsgerichts, demzufolge bei geringfügigen Verstößen gegen das BtMG durch die Einfuhr, den Erwerb oder den Besitz von geringen Mengen Cannabis zum Eigenverbrauch nach Ermessen der Strafverfolgungsbehörden ein Strafverfahren eingestellt werden solle, was durch Anwendung des 1992 eingeführten § 31a BtMG möglich sei. In der Praxis wurde dies in verschiedenen Bundesländern stark unterschiedlich gehandhabt, da insbesondere nicht einheitlich festgelegt war, was eine „geringe Menge“ ist.
Seit dem 1. April 2024 unterfällt Cannabis in Deutschland nicht mehr dem Betäubungsmittelgesetz, sondern dem Konsumcannabisgesetz bzw. Medizinal-Cannabisgesetz.

## Rechtsverwandtschaften

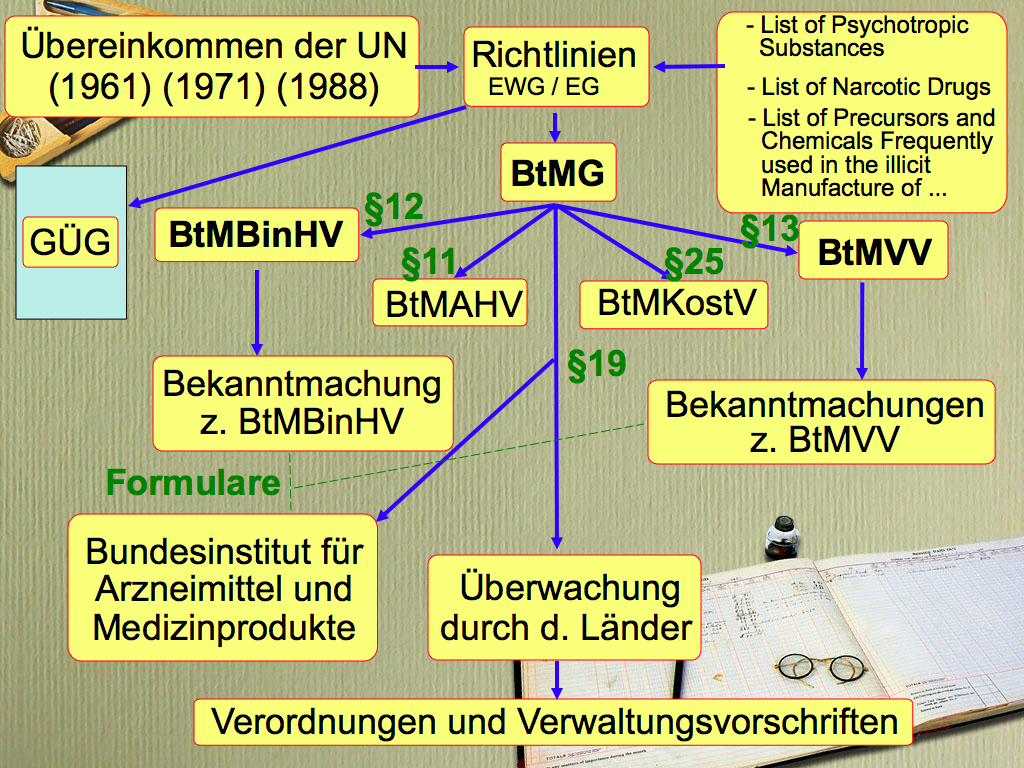
Überblick über das deutsche Betäubungsmittelrecht

Im Kontext des BtMG stehen vier Verordnungen:
- Betäubungsmittel-Verschreibungsverordnung (BtMVV)
- Betäubungsmittel-Binnenhandelsverordnung (BtMBinHV)
- Betäubungsmittel-Außenhandelsverordnung (BtMAHV)
- Betäubungsmittel-Kostenverordnung (BtMKostV)

Thematisch verwandt sind sowohl die gesetzlichen Regelungen zu Grundstoffen als auch zu Arzneimitteln (AMG). Im Juli 2014 urteilte der EuGH, dass nicht als Betäubungsmittel eingestufte, zum Berauschen verwendete Stoffe und Zubereitungen nicht als Arzneimittel anzusehen seien, das Herstellen und Inverkehrbringen zu diesem Zweck könne daher nicht nach dem Arzneimittelgesetz verboten werden. Gegenstand des Urteiles waren sogenannte „Kräutermischungen“, welche synthetische Cannabinoide enthielten. Inwiefern dieses Urteil auf andere berauschenden Substanzen, welche jedoch nicht dem BtMG unterliegen, anwendbar ist, ist strittig. BtMG und AMG werden seit November 2016 durch das Neue-psychoaktive-Stoffe-Gesetz (NpSG) ergänzt, welches den Handel mit den im Urteil gegenständlichen synthetischen Cannabinoiden, aber auch mit Phenylethylaminen unter Strafe stellt.

## Betäubungsmittel in der Medizin
Welche Arzneimittel in Deutschland als Betäubungsmittel geführt werden und aufgrund ihres Gefährdungspotenzials strengen Vorschriften unterliegen, ist im Betäubungsmittelgesetz festgelegt. In den Anlagen des Gesetzes sind die Stoffe und Zubereitungen aufgelistet, die hierzulande unter die Gruppe der Betäubungsmittel fallen. Viele von ihnen werden im medizinischen Bereich angewendet, z. B. bei chronisch starken Schmerzen, fortgeschrittenen Krebserkrankungen, bei AIDS-Erkrankungen und während und nach Operationen.

### Vernichtung von Betäubungsmitteln
Die Vernichtung von Betäubungsmitteln ist in § 16 BtMG geregelt. Demnach hat der Eigentümer von nicht mehr verkehrsfähigen Betäubungsmitteln diese auf seine Kosten und in Gegenwart von zwei Zeugen zu vernichten. Die Beseitigung hat dabei so zu erfolgen, dass eine auch nur teilweise Wiedergewinnung der Mittel ausgeschlossen ist. Für die Nachvollziehbarkeit dieser Vernichtung fordert das Betäubungsmittelgesetz eine Niederschrift, die der Eigentümer drei Jahre aufbewahren muss.

#### Entsorgung von Betäubungsmitteln
Grundsätzlich muss dafür Sorge getragen werden, dass niemand durch einen zufälligen Kontakt zu Schaden kommt. Die Entsorgung erfolgt über den Rest- bzw. Hausabfall. Dazu werden feste Darreichungsformen wie Tabletten, Dragees, Granulate, Kapseln oder Suppositorien durch Verreiben zerkleinert. Kapseln sind vorher zu öffnen. Wirkstoffpflaster werden aneinandergeklebt und in kleine Stücke zerschnitten, so dass einzelne Pflasterschnipsel nicht mehr kleben können. Flüssige Betäubungsmittel wie Ampulleninhalte oder Tropfen können in Zellstoff aufgenommen und in dieser Form entsprechend nach Abfallschlüsselnummer 180104 entsorgt werden. Eine Ausnahme besteht, wenn laut Packungsbeilage ein anderer Weg der Entsorgung vorgesehen ist.